# Тиграй (провінція)
14° пн. ш. 39° сх. д. / 14° пн. ш. 39° сх. д.
Тиграй — колишня провінція Ефіопії, що існувала до 1995 року. В середині XIX століття однойменне єпископство злилось із сусідніми провінціями, серед яких були Сем'єн, Темб'єн, Агаме й Ендерта. Відповідно до нової конституції Ефіопії 1995 року провінцію було перетворено на регіон.

## Історія

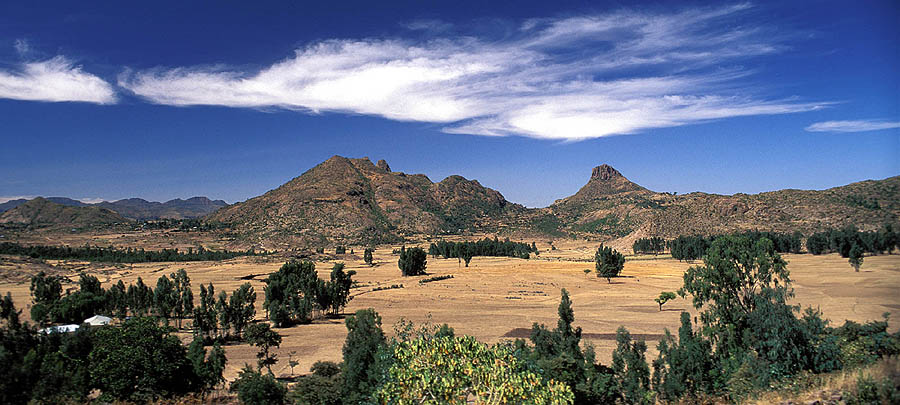
Типовий ландшафт провінції Тиграй біля археологічного району Єха

Пращури тиграїв й амхарців, які також відомі як хабешанці, були основними народами Аксумського царства у першому тисячолітті нашої ери. Їхня мова, форма мови геєз, надалі стала мовою ефіопського імперського суду, а також ефіопської церкви. У XIV столітті землі, що спілкувались тиграйськими мовами, були розділені на дві провінції, що розділялись річкою Мереб. Губернатор північної провінції здобув титул бахер негш (повелитель моря), а губернатор південної — титул тиграй меконен (лорд Тиграю). Португальський історик зазначав, що тиграйські володіння поділялись на двадцять чотири частини, дванадцять з яких розташовувались на південь від Мереба й підпорядковувались тиграю меконену, резиденція якого була в Ендерті. Решта дванадцять частин розташовувались на північ від Мереба й були у підпорядкуванні бахера негаша, резиденцією якого був округ Серає. У середньовіччі юрисдикція губернатора провінції Тиграй поширилась на всю територію.
В середині XIX століття володарі Темб'єна та Ендерти створили володіння Тиграй, де правила їхня династія. Один з членів тієї родини, Деджазмач Кассаї Мерча, обійняв імператорський трон 1872 року під іменем Йоганнис IV. Після його смерті у битві при Галлабаті ефіопський трон перейшов під контроль короля Шоа, в результаті чого центр влади змістився на південь, а Тиграй втратив свій вплив.